# Janice Cooper
Janice Cooper, född 17 februari 1940, död 28 februari 2002, var en australisk friidrottare. Hon deltog vid olympiska sommarspelen 1956.